# Eudistoma murrayi
Eudistoma murrayi is een zakpijpensoort uit de familie van de Polycitoridae. De wetenschappelijke naam van de soort is, als Archidistoma murrayi, voor het eerst geldig gepubliceerd in 1957 door Kott.